# Беломижите
Беломи́жите (болг. Беломъжите) — село в Габровській області Болгарії. Входить до складу общини Габрово.

## Населення
За даними перепису населення 2011 року у селі проживали 5 осіб, з них 4 особи (80,0%) — болгари.
Розподіл населення за віком у 2011 році:
Динаміка населення: